# Анекдотични доказателства
Анекдотичното доказателство представлява употреба на анекдот (т.е. на отделен, изолиран случай) като аргумент в подкрепа на някакво обобщение. От гледна точка на критичното мислене и научния метод анекдотичните доказателства са неподходящи аргументи, тъй като отделно взети частни случаи не са дават достатъчно основание за обобщение. Обаче те могат да бъдат ценен източник на информация за създаване или опровергаване на хипотеза. В псевдонауката анекдотите често се използват в подкрепа на твърдения за чудотворни изцеления и алтернативни методи на лечение. В тези случаи употребата на анекдотични доказателства представлява разновидност на логическата заблуда, известна като прибързано обобщение.
Убедителността на анекдотичните доказателства се дължи на заблуждаващата им яркост, която няма логическа стойност, но оказва силно психологическо въздействие върху слушателите: хората повече ценят ярки свидетелства, които освен това се запомнят лесно. Резултатът е прекомерно доверие към подобни доказателства.
Примери за неверни анекдотични доказателства, използвани като опит за опровергаване на вредата от тютюнопушенето:
„Моят дядо пушеше по две кутии цигари на ден и доживя до 90 години.“
„Сестра ми никога не е пушила, а умря от рак на белите дробове.“
Такива единични твърдения не доказват нищо, понеже вредата от тютюнопушенето във всеки конкретен случай зависи също от множество други фактори, така че последствията са предсказуеми само с някаква вероятност, а не със сигурност, поради което са възможни изключения в двете посоки. Такава употреба на отделен случай (анекдотично доказателство) е често срещана стратегия за обезсилване на вероятностни твърдения (че нещо е по-вероятно да се случи, отколкото да не се случи).